# Bala Kəngərli (Tərtər)
Bala Kəngərli è un comune dell'Azerbaigian situato nel distretto di Tərtər. Conta una popolazione di 560 abitanti.